# Mreža mladinskih centrov Ljubljana

## Člani
28. marca 2017 je bila v prenovljenem Četrtnem mladinskem centru v Zalogu ustanovljena Mreža Mladinskih centrov Ljubljana, ki do sedaj šteje 12 mladinskih centrov. Mrežo tvorijo štirje četrtni mladinski centri (Bežigrad, Šiška, Zalog, Črnuče), ki delujejo v okviru Javnega zavoda Mladi zmaji, šest mladinskih centrov, ki jih upravljajo nevladne organizacije:  Mladinski center Skupaj v skupnosti (Zavod MISSS), Salezijanski mladinski center Kodeljevo, Salezijanski mladinski center Rakovnik, Mladinski center BOB, Mladinska postaja Moste (Društvo Sezam), Mladinski center Ulca (Zavod Bob), z Društvom GOR, s Cono Fužine (CSD Moste Polje) ter Društvom informacijski center Legebitra, in mladinski center, ki deluje v okviru Centra za socialno delo Moste-Polje.

## Vizija, cilji in skupni projekti
Mladinski dnevni centri uporabnikom_cam nudi možnost kakovostnega preživljanja prostega časa, v ustvarjalnem in varnem okolju. Namenjeni so mladim do 29. leta starosti. 
Koordinator mreže mladinskih centrov Ljubljana so Mladi zmaji; gori omenjeni centri uspešno sodelujejo in izpeljujejo skupne projekte, kot so Kolaž mladosti – dnevi mladih v Ljubljani, Arena mladih idr.
Gori navedeni centri, svojo moč usmerjajo v izgradnjo, povezovanje in sodelovanje novih zgodb mladinskih centrov.  Zgodb mladinskih centrov, ki bodo mladim odpirali prostor, da soustvarjajo Ljubljano kot mesto sprejemanja, sodelovanja in učenja.